# Chane-ye Borudscherdi

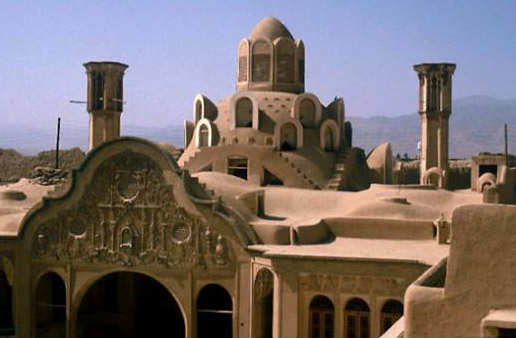
Das im Jahr 1857 errichtete Ḫāne-ye Borūǧerdī-hā

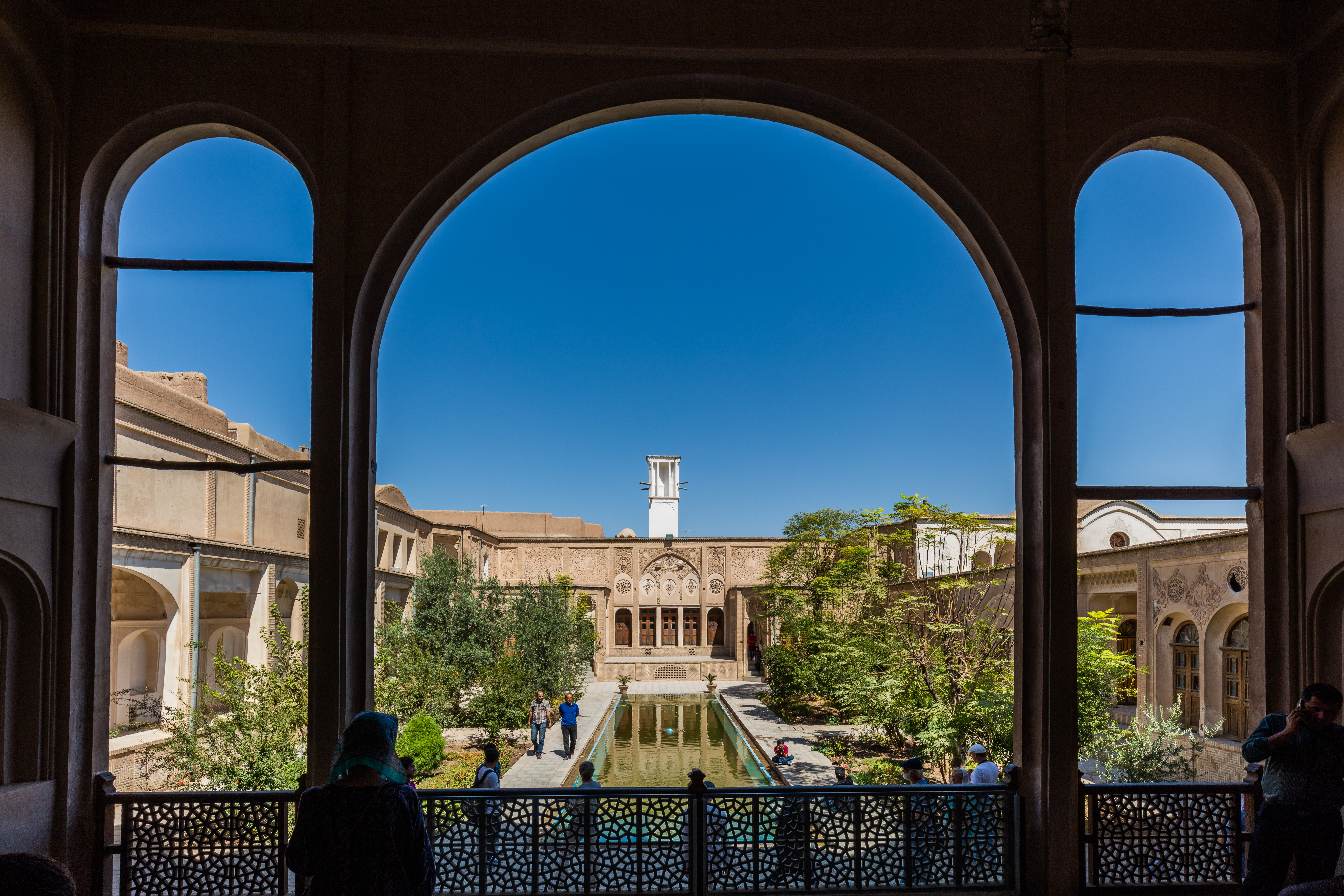
Innenhofansicht des Ḫāne-ye Borūǧerdī-hā

Das Chane-ye Borudscherdi-ha (persisch خانه بروجردی‌ها, DMG Ḫāne-ye Borūǧerdī-hā, ‚Haus der Borudscherdis‘), deutsch Borudscherdi-Haus (englisch Borudjerdihā house), war das Großfamilienhaus eines reichen Kadscharen-Kaufmanns namens Seyyed Dschaʿfar Natanzi, bekannt auch als Borudscherdi. Es stammt aus dem 19. Jahrhundert und liegt in der Oasenstadt Kaschan in der Provinz Isfahan (in Iran) und kann als Beispiel der Lehmziegelarchitektur dienen.

## Geschichte
Das Gebäude entstand 1857 unter dem Architekten Ustad Ali Maryam, der 1834 bereits das Chane-ye Tabatabayi gebaut hatte. Die „Borudscherdi“-Familie verfolgte die Einheirat in der „Tabatabayi“-Familie. Diese stellte die Bedingung, dass für die Braut ein Haus gebaut würde, das ebenso schön sein würde wie das von Ustad Ali Maryam für die Tabatabayis gebaute, was so vollzogen wurde.
Der Hof ist rechtwinklig angelegt und es gibt Malereien von Kamal-ol-Molk sowie drei 40 Meter hohe Windtürme aus Stein, Ziegeln und Lehmziegeln. Die Lehmziegel bestehen aus Ton, Stroh und Mörtel. Es gibt viele filigrane Stuckelemente mit Tier- und Pflanzenmotiven wie Flamingos, Fasanen oder Pfauen und Früchten wie Weintrauben. Den Saal („Tālār“) am südlichen Ende des Hauses bedecken Kuppelelemente mit unterschiedlichen Lichtöffnungen. Die Anlage gilt als Meisterwerk traditioneller Wohnarchitektur, deren Herstellung sehr aufwändig war. Über dem großen Empfangsraum liegt eine Lichtkuppel. Diese flankiert ein sechseckiger Windturm, der die Funktion einer Klimaanlage einnimmt.
Der Außenteil des „Chane-ye Borudscherdi“ ist als Museenkomplex öffentlich zugänglich. Er ist Sitz der „Antikenverwaltung“. Der innere Teil dient allein Wohnzwecken.

## Siehe auch

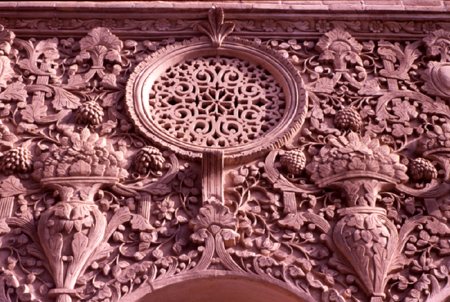
Stuckarbeit an Wänden mit Pflanzen- und Früchtemotiven
Hausinneres
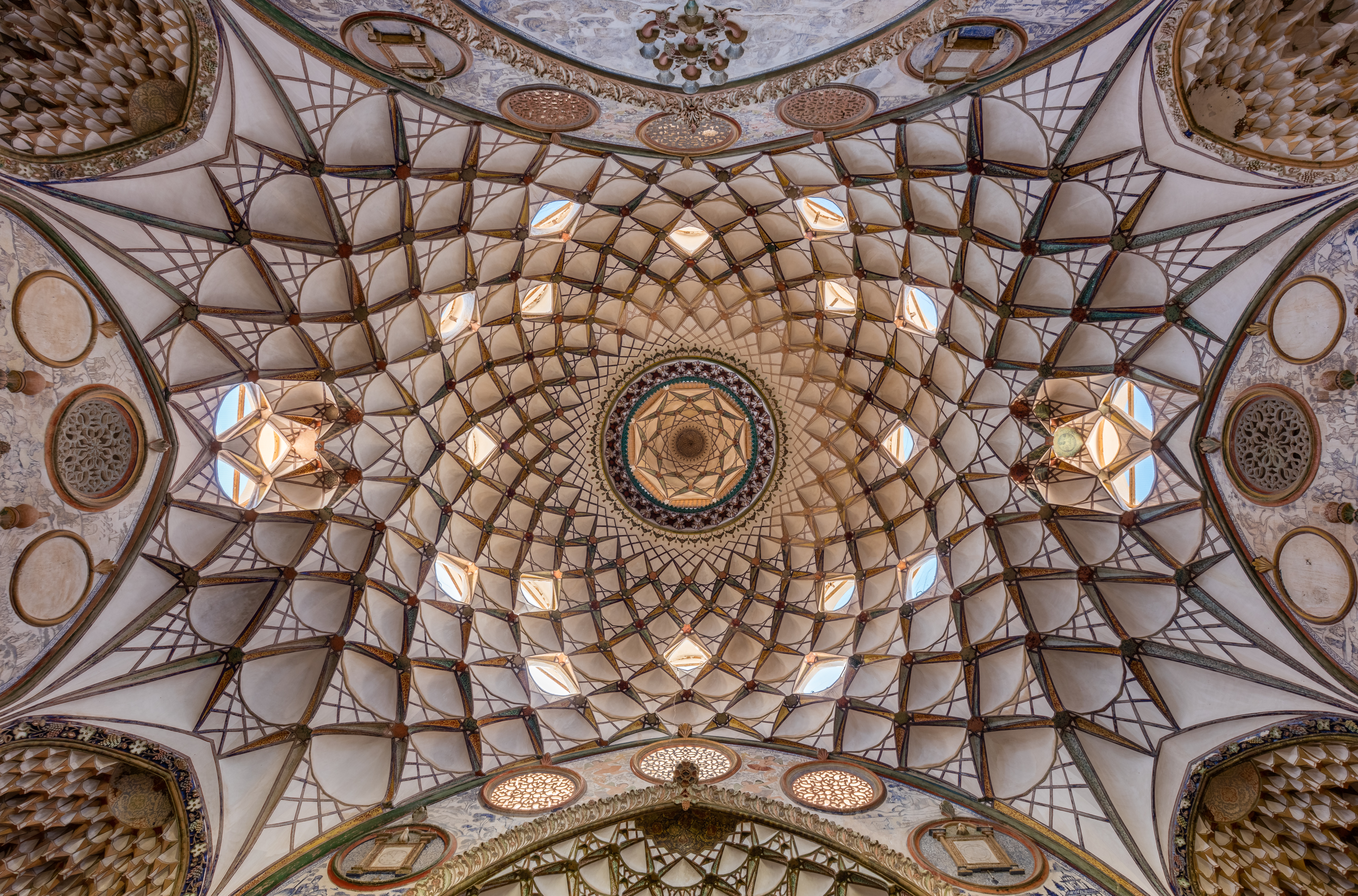
Decke über dem inneren Hof
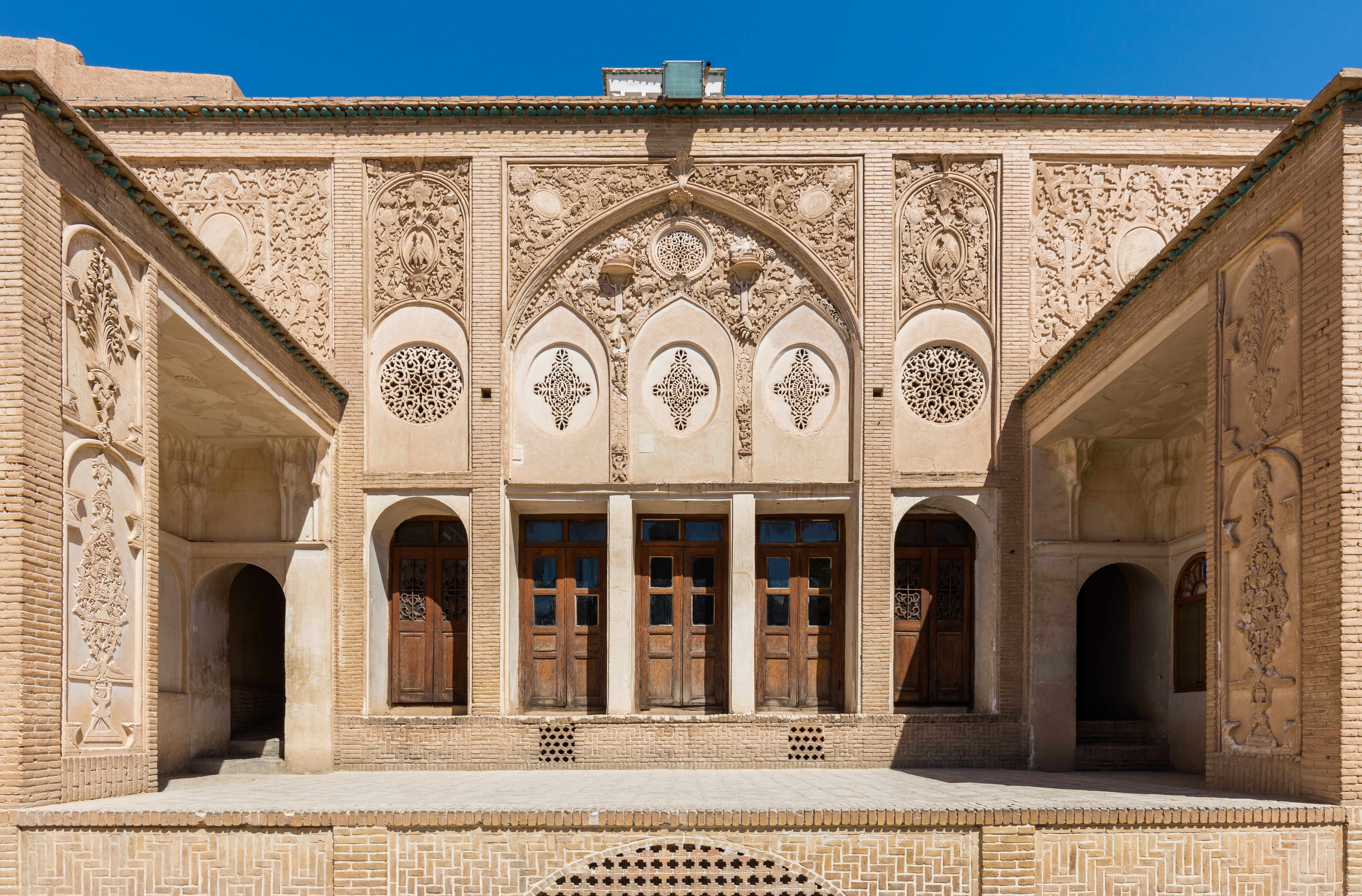
Innere Fassade
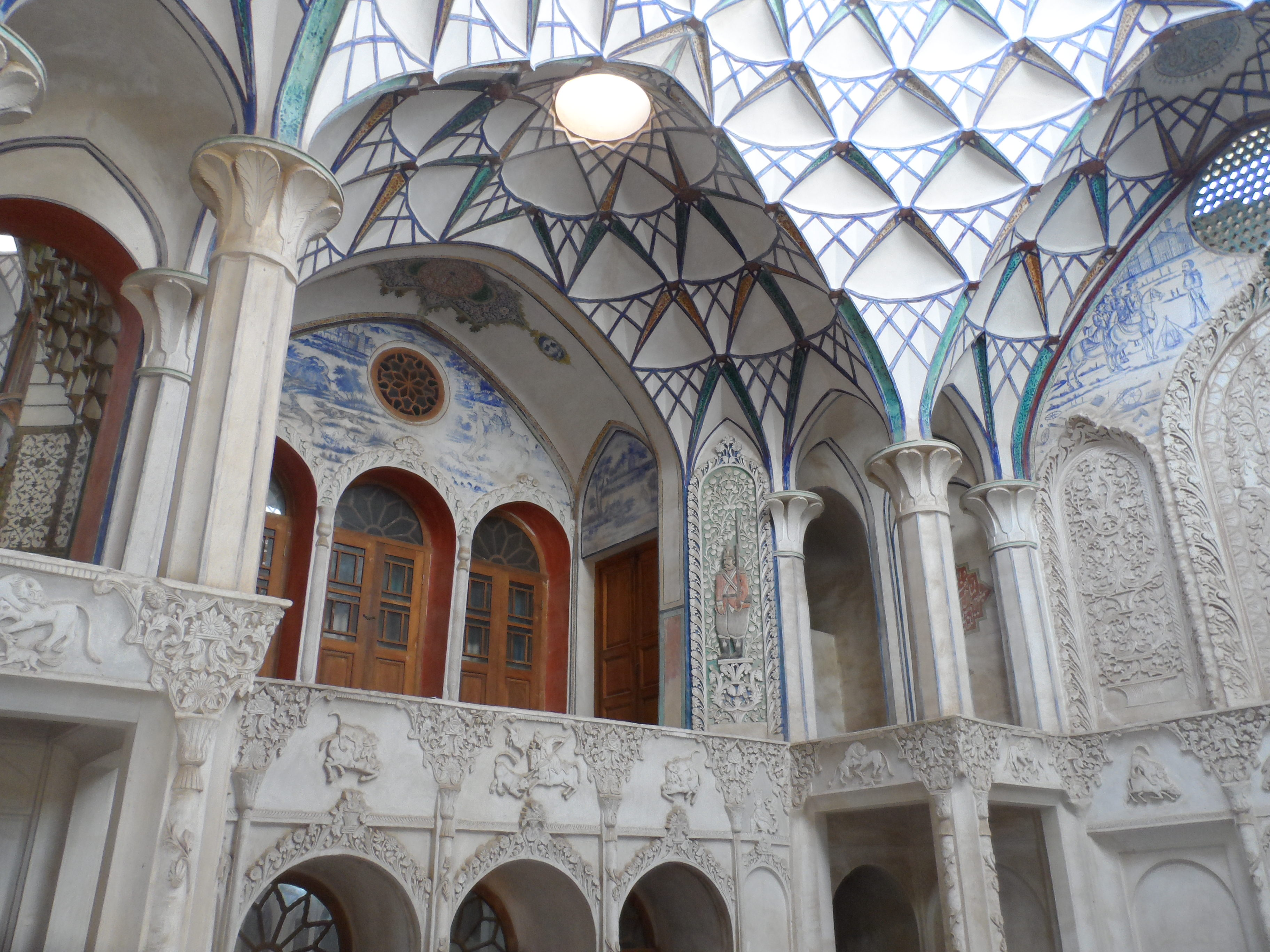
Haupthalle
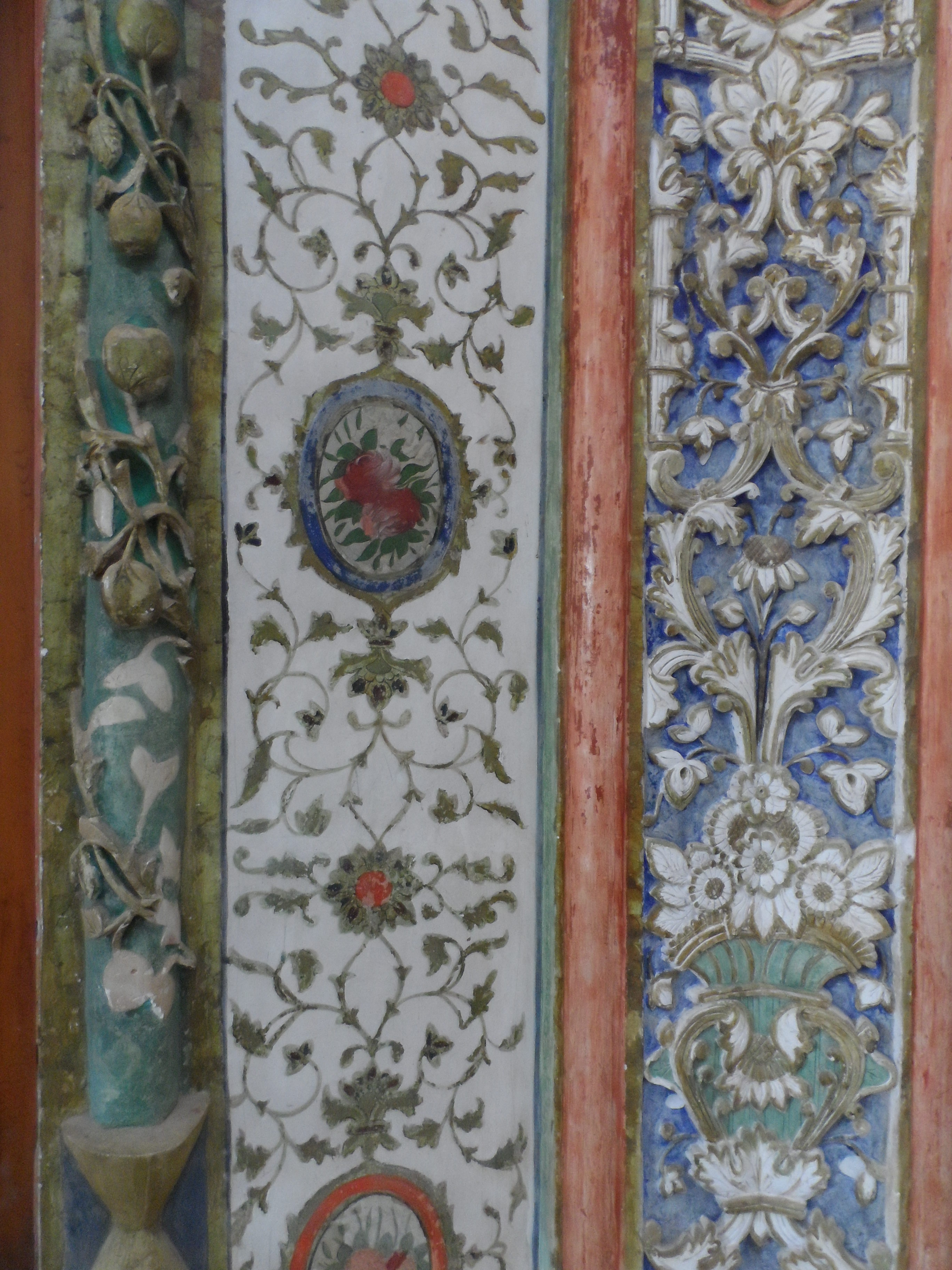
Detail von Stuckarbeiten an einer Wand
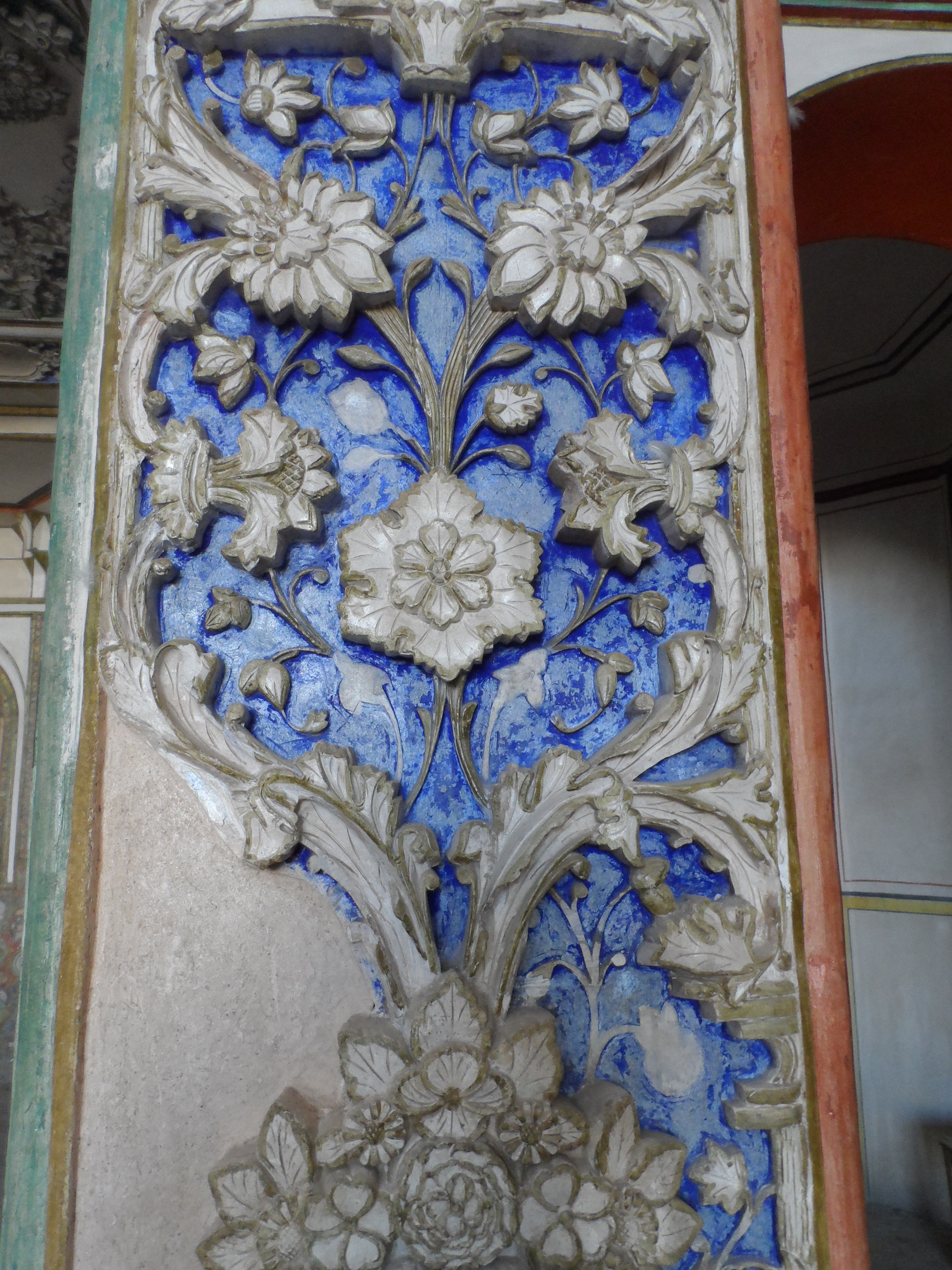
Detail von Stuckarbeiten an einer Säule